# Marienstift Naumburg
Das Stift St. Marien war ein Kollegiatstift in Naumburg an der Saale im heutigen Sachsen-Anhalt vom 13. bis zum 16. Jahrhundert.

## Lage
Das Stift befand sich wahrscheinlich an der Marienkirche unmittelbar südlich des Naumburger Domes.

## Geschichte
Die Frühgeschichte des Stiftes ist in der Forschung umstritten.
1258 wurden erstmals Kanoniker an der Marienkirche erwähnt, ohne dass eine genaue Struktur und Zugehörigkeit des Stiftes zu dieser Zeit zu erkennen ist. 1343 wurde es formell dem Domkapitel unterstellt.
Mitte des 16. Jahrhunderts wurden letztmals Kanoniker genannt.